# Нов фолк
„Нов фолк“ е бивше българско печатно издание (вестник, после списание) за попфолк музика. Списанието раздава и годишни музикални награди на церемония през март.

## История
Първите няколко броя, през 1998 г., излизат като вестник под името „Поп фолк пазар“, но от брой 4 същата година вестникът е преименуван, а от брой 6 вече е списание. Излизат и редица специални броеве „Нов Фолк само за“, посветени на отделни изпълнители и включващи DVD или компактдиск. В продължение на пет години (2000 – 2005) излиза и вестник „Нов фолк експрес“.
Според „Нов фолк“ тиражът на редовните броеве на списанието е между 10 и 12 хиляди, а на специалните броеве е между 15 и 25 (и дори до 35) хиляди бройки. Полът на читателите, пак според списанието, е 73% жени и 27% мъже.
Девизът на уебсайт-форума на „Нов фолк“ е „Причината е приятелството“.
Последният му брой излиза от печат на 26 ноември 2012 г. Списанието прекратява своята дейност през януари 2013 г. като спира поддръжката и на едноименния уеб сайт.